# Čerťák
Les tremplins de saut à ski de Čerťák sont situés à Harrachov en République tchèque. Il y a deux tremplins côte à côte sur le site : l'un des cinq tremplins de vol à ski en activité au monde, d'une  taille de 205 mètres, ainsi qu'un gros tremplin de 142 mètres.
À environ 300 mètres à l'est de ce site, se trouve un autre tremplin HS 100 mètres, flanqué d'un K70 et d'un K40, qui constituent le site de Čertova hora (pl).